# Wysschaja Liga (Tadschikistan) 2023
Die Wysschaja Liga 2023, auch bekannt als Ligai Olii Tojikiston, war die 32. Spielzeit der höchsten tadschikischen Fußballliga. Organisiert wurde die Liga durch die Tajikistan Football Federation. Titelverteidiger war der FK Istiklol. Die Saison startet mit dem ersten Spieltag am 1. April 2023. und endete am 18. Dezember 2023.

## Teilnehmende Mannschaften
| Verein           | Stadt      | Heimstadion                       | Kapazität |
| ---------------- | ---------- | --------------------------------- | --------- |
| SSKA Pomir       | Duschanbe  | SSKA-Stadium                      | 7.000     |
| Eskhata Khujand  | Chudschand | Bistsolagii Istiqloliyati Stadium | 20.000    |
| FK Fayzkand      | Hulbuk     | Central Stadium Gissar            | 20.000    |
| FC Istiklol      | Duschanbe  | Pamir-Stadium                     | 24.000    |
| FC Khatlon       | Bochtar    | Tsentralnyi Stadium               | 10.000    |
| Khosilot Farkhor | Farkhor    | Central Stadium Farkhor           |           |
| FC Khujand       | Chudschand | Bistsolagii Istiqloliyati Stadium | 20.000    |
| Kuktosh Rudaki   | Rudakij    | Stadium Neftyanik                 | 6.000     |
| Ravshan Kulob    | Kulob      | Langari Langarieva Stadium        | 20.000    |
| Regar TadAZ      | Tursunsoda | TALCO-Arena                       | 13.770    |

## Personal
Stand: Saisonbeginn 2022/23
| Mannschaft       | Trainer               | Mannschaftskapitän   |
| ---------------- | --------------------- | -------------------- |
| SSKA Pomir       | Akhliddin Turdiev     | Komron Mirzonazhod   |
| Eskhata Khujand  | Igor Surov            | Sokhib Khakimov      |
| FK Fayzkand      | Jaloliddin Majidov    | Dzhamshed Murodov    |
| FC Istiklol      | Igor Tscherewtschenko | Alisher Dzhalilov    |
| FC Khatlon       | Asliddin Khabibullaev | Umarjon Sharipov     |
| Khosilot Farkhor | Amin Subhoni          |                      |
| FC Khujand       | Rustam Khojayev       | Dzhakhongir Ergashev |
| Kuktosh Rudaki   | Abdujabbor Marufaliev | Akhtam Kholboev      |
| Ravshan Kulob    | Tokhirjon Muminov     | Kholmurod Nazarov    |
| Regar TadAZ      | Aliyor Ashurmamadov   | Firuz Karaev         |

## Ausländische Spieler
| Verein           | Spieler 1               | Spieler 2            | Spieler 3              | Spieler 4             | Spieler 5          | Spieler 6            | Spieler 7           | Ehemalige ausländische Spieler                                          |
| ---------------- | ----------------------- | -------------------- | ---------------------- | --------------------- | ------------------ | -------------------- | ------------------- | ----------------------------------------------------------------------- |
| SSKA Pomir       | Gerard Bakinde          | Jean Gaten           | Ngangue Ntengue Dorian |                       |                    |                      |                     | Süleýman Muhadow Seyed Hossein Noorbakhshi                              |
| Eskhata Khujand  | Vladislav Shevchenko    | Roman Khibaba        | Olim Karimov           | Shakhzod Mamurdzhonov | Sanzhar Rikhsiboev |                      |                     |                                                                         |
| FK Fayzkand      | Paul Manu Nnanga Ahanda | Arsene Bilé Obama    | Arthur Bougnone        | Joseph Feumba         | Francois Enyegue   | Junior Onana         |                     | Gbeku Prosper Zufardzhon Akbaraliev                                     |
| FC Istiklol      | Senin Sebai             | Cédric Gogoua        | Joseph Okoro           | Dzenis Beganovic      | Ivan Novoselec     | Mojtaba Moghtadaei   | Artur Kartashyan    | Iddris Aminu                                                            |
| FC Khatlon       | Enoch Aryeetey          | Bonnah Derrick       | Torsu Christian Dodzi  | Kofi Dwomoh           | Rustam Kuchkorov   | Chris Emmanuel Kakou |                     |                                                                         |
| Khosilot Farkhor | Benjamin Asamoah        | Willy Kapawa         | Franck Michael Nonga   | Prosper Gbeku         | Aryeetey Roger     |                      |                     | Saeid Asghari Torzani Milad Beyrampour Musisi Farouk Temur Mamatmurodov |
| FC Khujand       | Tony Bikatal            | Mehdi Amini Zazerani | Ramazan Naniev         | Bae Beom-geun         | Khushnud Bozorov   | Dejan Tumbas         | Javokhirbek Rasulov | Layonel Adams Darko Bjedov                                              |
| Kuktosh Rudaki   | Mohammed Kamal          | Anani Julius Kvasi   | Abraham Odonkor        | Sundaya Longji Song   | Temur Masharipov   | Mukhiddin Odilov     | Mahdi Nourpourasl   |                                                                         |
| Ravshan Kulob    | Joseph Akomadi          | Ocran Idan           | Akobir Turaev          | Emmanuel Maabuah      | Samuel Ofori       | Emmanuel Mwanengo    | Yevhen Hrytsenko    | Chris Emmanuel Kakou                                                    |
| Regar TadAZ      | Prince Arthur           | Kuaye Godson         | Ramis Begishev         | Sardor Jakhonov       | Anvar Murodov      | Asilbek Temirov      |                     | Sheldari Arash                                                          |

 Ausländische Spieler, die während der Saison den Verein verlassen haben
Neuzugänge während der laufenden Saison sind fett gedruckt

## Tabelle (Reguläre Saison)
Stand: 17. August 2023
| Pl. | Verein           | Sp. | S  | U | N  | Tore    | Diff. | Punkte |
| --- | ---------------- | --- | -- | - | -- | ------- | ----- | ------ |
| 1.  | FC Istiklol (M)  | 18  | 12 | 4 | 2  | 042:800 | +34   | 40     |
| 2.  | Ravshan Kulob    | 18  | 8  | 7 | 3  | 023:130 | +10   | 31     |
| 3.  | Kuktosh Rudaki   | 18  | 9  | 2 | 7  | 030:250 | +5    | 29     |
| 4.  | Eskhata Khujand  | 18  | 8  | 2 | 8  | 024:280 | −4    | 26     |
| 5.  | FK Fayzkand      | 18  | 6  | 7 | 5  | 024:220 | +2    | 25     |
| 6.  | FC Khujand       | 18  | 5  | 7 | 6  | 018:120 | +6    | 22     |
| 7.  | Khosilot Farkhor | 18  | 5  | 5 | 8  | 014:200 | −6    | 20     |
| 8.  | SSKA Pomir       | 18  | 4  | 8 | 6  | 014:140 | ±0    | 20     |
| 9.  | FC Khatlon       | 18  | 5  | 1 | 12 | 011:330 | −22   | 16     |
| 10. | Regar TadAZ      | 18  | 3  | 7 | 8  | 017:280 | −11   | 16     |

| Nach der regulären Saison 2023:                                        |
| Qualifikation für die Meisterrunde Qualifikation für die Abstiegsrunde |

## Meisterschaftsrunde

### Tabelle
Stand: Saisonende 2023
| Pl. | Verein          | Sp. | S  | U | N | Tore    | Diff. | Punkte |
| --- | --------------- | --- | -- | - | - | ------- | ----- | ------ |
| 1.  | FC Istiklol (M) | 22  | 16 | 4 | 2 | 056:120 | +44   | 52     |
| 2.  | Ravshan Kulob   | 22  | 9  | 8 | 5 | 029:200 | +9    | 35     |
| 3.  | Eskhata Khujand | 22  | 10 | 3 | 9 | 030:320 | −2    | 33     |
| 4.  | Kuktosh Rudaki  | 22  | 10 | 3 | 9 | 039:360 | +3    | 33     |
| 5.  | FK Fayzkand     | 22  | 6  | 8 | 8 | 029:360 | −7    | 26     |

| Nach der Meisterschaftsrunde der Saison 2023:            |
| Meister und Qualifikation für die AFC Champions League 2 |

### Spiele
| Datum              |                 | Ergebnis    |                 |
| 1. Spieltag        | 1. Spieltag     | 1. Spieltag | 1. Spieltag     |
| ------------------ | --------------- | ----------- | --------------- |
| 29. September 2023 | Kuktosh Rudaki  | 0:3         | Eskhata Khujand |
| 29. September 2023 | Ravshan Kulob   | 4:2         | FK Fayzkand     |
| 2. Spieltag        |                 |             |                 |
| 16. Oktober 2023   | FK Fayzkand     | 2:6         | Kuktosh Rudaki  |
| 9. Dezember 2023   | FC Istiklol     | 2:0         | Ravshan Kulob   |
| 3. Spieltag        |                 |             |                 |
| 24. November 2023  | Eskhata Khujand | 0:0         | FK Fayzkand     |
| 1. Dezember 2023   | Kuktosh Rudaki  | 1:4         | FC Istiklol     |
| 4. Spieltag        |                 |             |                 |
| 4. Dezember 2023   | Ravshan Kulob   | 2:2         | Kuktosh Rudaki  |
| 12. Dezember 2023  | FC Istiklol     | 4:2         | Eskhata Khujand |
| 5. Spieltag        |                 |             |                 |
| 15. Dezember 2023  | FK Fayzkand     | 1:4         | FC Istiklol     |
| 18. Dezember 2023  | Eskhata Khujand | 1:0         | Ravshan Kulob   |

## Abstiegsrunde

### Tabelle
Stand: Saisonende 2023
| Pl. | Verein           | Sp. | S | U  | N  | Tore    | Diff. | Punkte |
| --- | ---------------- | --- | - | -- | -- | ------- | ----- | ------ |
| 6.  | SSKA Pomir       | 22  | 5 | 11 | 6  | 016:150 | +1    | 26     |
| 7.  | FC Khujand       | 22  | 5 | 11 | 6  | 019:270 | −8    | 26     |
| 8.  | Khosilot Farkhor | 22  | 6 | 7  | 9  | 017:220 | −5    | 25     |
| 9.  | Regar TadAZ      | 22  | 5 | 9  | 8  | 021:300 | −9    | 24     |
| 10. | FC Khatlon       | 22  | 5 | 2  | 15 | 012:380 | −26   | 17     |

| Nach der Abstiegsrunde der Saison 2023: |
| Absteiger in die Perwaja Liga           |

### Spiele
| Datum              |                  | Ergebnis    |                  |
| 1. Spieltag        | 1. Spieltag      | 1. Spieltag | 1. Spieltag      |
| ------------------ | ---------------- | ----------- | ---------------- |
| 24. September 2023 | Khosilot Farkhor | 0:1         | Regar TadAZ      |
| 24. September 2023 | SSKA Pomir       | 1:0         | FC Khatlon       |
| 2. Spieltag        |                  |             |                  |
| 4. Oktober 2023    | Regar TadAZ      | 1:1         | SSKA Pomir       |
| 5. Oktober 2023    | FC Khujand       | 0:0         | Khosilot Farkhor |
| 3. Spieltag        |                  |             |                  |
| 15. Oktober 2023   | FC Khatlon       | 0:1         | Regar TadAZ      |
| 16. Oktober 2023   | SSKA Pomir       | 0:0         | FC Khujand       |
| 4. Spieltag        |                  |             |                  |
| 27. Oktober 2023   | Khosilot Farkhor | 0:0         | SSKA Pomir       |
| 27. Oktober 2023   | FC Khujand       | 0:0         | FC Khatlon       |
| 5. Spieltag        |                  |             |                  |
| 2. November 2023   | Regar TadAZ      | 1:1         | FC Khujand       |
| 2. November 2023   | FC Khatlon       | 1:3         | Khosilot Farkhor |

## Torschützenliste
Stand: Saisonende 2023
| Platz | Spieler               | Mannschaft                                     | Tore |
| ----- | --------------------- | ---------------------------------------------- | ---- |
| 1.    | Alisher Dzhalilov     | FC Istiklol                                    | 13   |
| 2.    | Azizbek Sultonov      | Kuktosh Rudaki                                 | 10   |
| 3.    | Manuchekhr Dzhalilov  | FC Istiklol                                    | 9    |
| 3.    | Sunday Longji Song    | Kuktosh Rudaki                                 | 9    |
| 3.    | Bakhtiyor Zaripov     | Eskhata Khujand                                | 9    |
| 6.    | Ekhson Pandzhshanbe   | FC Istiklol                                    | 8    |
| 7.    | Shavkati Khotam       | FK Fayzkand (M)                                | 7    |
| 8.    | Mukhiddin Odilov      | Kuktosh Rudaki                                 | 6    |
| 8.    | Shervoni Mabatshoev   | FC Istiklol                                    | 6    |
| 8.    | Alisher Shukurov      | Kuktosh Rudaki                                 | 6    |
| 8.    | Senin Hyacinthe Sebai | FC Istiklol                                    | 6    |
| 12.   | Amirdzhon Safarov     | Ravshan Kulob                                  | 5    |
| 12.   | Abdukhalil Boronov    | Regar TadAZ (3 Tore) Khosilot Farkhor (2 Tore) | 5    |

## Hattricks
Stand:Saisonende 2023
| Spieler           | Verein          | Gegnerischer Verein | Ergebnis | Datum         |
| ----------------- | --------------- | ------------------- | -------- | ------------- |
| Bakhtiyor Zaripov | Eskhata Khujand | SSKA Pomir          | 3:2 (H)  | 2. April 2023 |
| Ehson Panjshanbe  | FC Istiklol     | FC Khatlon          | 5:0 (H)  | 10. Mai 2023  |
| Azizbek Sultonov  | Kuktosh Rudaki  | Eskhata Khujand     | 4:2 (A)  | 18. Mai 2023  |